# Домусновас
Домусновас (итал. Domusnovas) — коммуна в Италии, располагается в регионе Сардиния, подчиняется административному центру Южная Сардиния.
Население составляет 6 075 человек (30-06-2019), плотность населения составляет 75,38 чел./км². Занимает площадь 80,59 км². Почтовый индекс — 9015. Телефонный код — 0781.
В коммуне 15 августа особо празднуется Успение Пресвятой Богородицы.